# Ballycanew
Ballycanew (iriska: Baile Uí Chonnmhaí) är en ort i republiken Irland.   Den ligger i grevskapet Loch Garman och provinsen Leinster, i den östra delen av landet, 80 km söder om huvudstaden Dublin. Ballycanew ligger 27 meter över havet och antalet invånare är 502.
Terrängen runt Ballycanew är platt. Runt Ballycanew är det ganska glesbefolkat, med 27 invånare per kvadratkilometer. Närmaste större samhälle är Courtown, 6,4 km nordost om Ballycanew. Trakten runt Ballycanew består i huvudsak av gräsmarker.